# Car An od Hana
Car Ān od Hàna, kin. 漢安帝, py. Hàn ān dì, wg. Han An-ti (94. – 125.) je bio kineski car iz dinastije Hàn, šesti vladar Istočne dinastije Han, koji je formalno vladao od 106. do 125. Bio je unuk cara Zhanga.
Nakon što je njen malodobni posinak Shang stupio na prijestolje 106., carica majka Deng je 12-godišnjeg princa Hua zadržala u carskoj prijestolnici Luoyang kao svojevrsno "osiguranje" u slučaju Shangove iznenadne smrti. Kada je u kolovozu ili rujnu iste godine Shang uistinu umro, mladi princ je preuzeo prijestolje pod imenom car An. Međutim, carica majka je kao regentica preuzela svu vlast i zadržala je do svoje smrti 121. 
Kada je An u dobi 27 godina preuzeo vlast, ispostavilo da je za nju potpuno nesposoban. Nije pokazivao nikakvog interesa za državne poslove, koje je prepustio korumpiranim dvorskim eunusima i klanu okupljenom oko svoje supruge Yan Ji, dok se sam odao piću i ženama. Samo četiri godine kasnije je umro prilikom putovanja u grad Nayang. 
Kineski povjesničari ga tradicionalno smatraju prvim carem koji je otvoreno poticao nemoral, te prvim od slabih vladara koji su doveli do propasti dinastije.